# Изворос (Катеринско)
Изворос (на гръцки: Ίζβορος, Ισβορος) е бивше село в Северна Гърция, на територията на дем Катерини, област Централна Македония.

## География
Селото е било разположено на около 3 километра северозападно от село Каталония, на 380 m надморска височина в подножието на планината Голен (Колона).

## История
Извор е старо село, което се разпада в немирните години, най-вероятно по време на Негушкото въстание в 1822 година.
По-късно селото е обновено и в него са настанени гърци бежанци. Споменава се за пръв път в 1940 година. Отново се разпада в Гражданската война (1946 – 1949).
На 6 август 1969 година местността Исворос (Ισβορος) е прекръстена на Архангелос (Άρχάγγελος).
| Година    | 1913 | 1920 | 1928 | 1940 | 1951 | 1961 | 1971 | 1981 | 1991 | 2001 | 2011 | 2021 |
| --------- | ---- | ---- | ---- | ---- | ---- | ---- | ---- | ---- | ---- | ---- | ---- | ---- |
| Население |      |      |      | 91   |      |      |      |      |      |      |      |      |